# Baedeker
Baedeker (plným názvem německy Verlag Karl Baedeker) je německé nakladatelství, založené Karlem Baedekerem v roce 1827, které se proslavilo zejména publikací průvodců. Jeho vliv na tvorbu turistických průvodců a definování toho, jak má taková publikace vypadat, byl takový, že v řadě jazyků bylo užíváno slovo „bedekr“ jako synonymum pro turistického průvodce.